# مجزرة مخيم الشاطئ (يوليو 2024)
في 13 يوليو 2024، شنّت قوات الجيش الإسرائيلي عمليات قصف مستهدفة على مخيم الشاطئ للاجئين في مدينة غزة. وأصابت التفجيرات مجموعة من الفلسطينيين تجمّعوا للصلاة بالقرب من أنقاض مسجد في المخيم، مما أسفر عن مقتل ما لا يقل عن 22 شخصًا.

## خلفية
تأسس مخيم الشاطئ عام 1948 لإيواء حوالي 23,000 فلسطيني فروا أو طردوا من قبل القوات الإسرائيلية خلال الحرب العربيّة الإسرائيلية عام 1948. اعتبارًا من عام 2023، كانت واحدة من أكثر الأماكن كثافة سكّانية في العالم حيث يبلغ عدد سكانها أكثر من 90.000 لاجئ في مساحة تبلغ فقط 0.52 كم 2.
وشنّت قوات الجيش الإسرائيلي غارتين جويتين منفصلتين على مخيّم اللّاجئين في بداية الحرب بين إسرائيل وحماس يومي 9 و12 تشرين الأول/أكتوبر، ممّا أدى إلى تدمير أربعة مساجد وقتل ما لا يقلّ عن 15 مدنيا. استهدفت القوّات الإسرائيليّة مخيّم الشاطئ مرة أخرى في 22 يونيو/حزيران 2024، حيث أدّت غارات جويّة مزدوجة على المخيّم ومنطقة التفاح إلى مقتل ما لا يقل عن 43 شخصًا.

## هجوم
في 13 يوليو/تموز 2024، أفاد الدفاع المدني الفلسطيني في غزة أن ما لا يقل عن 22 شخصًا قُتلوا جرّاء القصف العسكري الّذي استهدف مخيم الشاطئ للاجئين، مما خلف العديد من الضّحايا في حالة حرجة. وذكرت الوكالة أن العديد من الضحايا كانوا مجتمعين في قاعة صلاة الظهر في موقع مسجد مدمّر وقت الهجوم. وأفاد شهود عيان أن سكّان المخيّم تجمّعوا فقط لصلاة الظّهر في المسجد، وليس لصلاة المغرب والعشاء تفادياً لاستهدافهم المحتمل حينها.
وأفاد الهلال الأحمر الفلسطيني أنه انتشل ستّ جثث وثلاثة مدنيين مصابين بجروح خطيرة بعد وقت قصير من الهجوم. وتم نقل ما لا يقلّ عن عشرة قتلى وعشرين جريحاً إلى المستشفى الأهلي العربي القريب.

## ردود أفعال
ووصفت حماس الهجمات بأنّها "تصعيد للإرهاب الصهيوني والجرائم ضد الإنسانية".
وأدانت الحكومة العراقية الهجمات بالتزامن مع الهجمات على معسكر المواصي التي وقعت أيضا في 13 يوليو/تموز 2024، ووصفت الهجمات ودور رئيس الوزراء الإسرائيلي بنيامين نتنياهو وحكومته فيها بأنها أعمال "تقويض كافّة مفاهيم القانون الدولي". مع تجاهل "كل صوت إنساني"، فإن ذلك من شأنه أن يزيد من زعزعة استقرار الشرق الأوسط وانتشار الصراع خارج المنطقة. وكرّر دعوات سابقة للمجتمع الدولي لمحاسبة إسرائيل على "عدوانها الصارخ من قبل كيان يعتبر نفسه فوق القانون الدّولي والعدالة" باعتباره "سابقة خطيرة في تاريخ الإنسانية"، ودعم حقوق الإنسان الفلسطيني.

## أنظر أيضا
- محاولة اغتيال محمد الضيف 2024
- مجزرة مواصي خان يونس (يوليو 2024)
- مجزرة مخيم الشاطئ (9 أكتوبر 2023)